# Castillo de Paso Alto (Santa Cruz de Tenerife)
El castillo de Paso Alto es una fortificación ubicada en la costa de Santa Cruz de Tenerife (Tenerife, Canarias, España), entre el Club Deportivo Militar de Paso Alto y la Escuela Técnica Superior de Náutica, Máquinas y Radioelectrónica Naval de la Universidad de La Laguna. Construido estratégicamente en el lugar exacto donde las corrientes y los vientos dominantes obligaban a los barcos a navegar próximos a la costa fue una pieza fundamental para la defensa de la ciudad durante siglos.

## Características
El castillo, de planta semicircular con dos alturas, ha sufrido varias modificaciones a lo largo de su historia, ocupando en la actualidad una superficie de mil cuatrocientos veintiocho metros cuadrados.
Se encuentra inmatriculado en el Registro de la Propiedad de Santa Cruz de Tenerife n.º 1, tomo 2.421, libro 885, folio 199, finca n.º 66.819. Inscrito en el Catastro con referencia catastral 8304042CS7550N0001EB.
La parte trasera de la fortificación era de dos plantas. En la inferior estaba la capilla, los alojamientos para la tropa, calabozos, almacén, caballerizas, etc. En la superior, el alojamiento del alcaide y los oficiales, cocina, despensa y cuerpo de guardia.

## Historia
Con la llegada del comandante general Francisco de Andía en 1625, se pensó edificar esta fortaleza para mejorar la defensa de las islas, construyéndose en los años posteriores. En 1641 se atrincheró y mejoró el fuerte con motivo de la guerra contra Portugal. Cuando Robert Blake atacó Santa Cruz, el 30 de abril de 1657, fue la fortaleza más dañada de las que existían en la ciudad. Se intentó derruir en 1683, pero la demolición no se llevó a cabo por oposición del capitán general Félix Nieto de Silva, conde de Guaro. En 1782 se reedificó según consta en la lápida que se conserva: 

Reinando Carlos III, mandando en estas islas el teniente general Joaquín Ibáñez Cuevas, marqués de la Cañada, se concluyó la reparación de este Castillo..

En 1774 sufre grandes desperfectos a causa de un violento temporal. En 1797 es usada para repeler el ataque del Almirante Nelson. 
El castillo ha sido usado en numerosas ocasiones como calabozo. Así, fue usado para retener al pirata tinerfeño Cabeza de Perro antes de su ejecución. Durante la guerra civil española es usado como prisión por el bando nacional. En este edificio sería prisionero el último alcalde republicano, José Carlos Schwartz, antes de ser ejecutado.
A finales del siglo XIX, ante la posibilidad de una invasión por parte de Estados Unidos, se construyó una batería anexa al castillo, demolida en la década de 1960 para construir el Club Deportivo Militar de Paso Alto.
Fue inscrito en el Registro de la Propiedad el dieciséis de julio de 1900 en virtud de Certificación del Comisario de Guerra Interventor de edificios militares de Santa Cruz de Tenerife. El veintinueve de septiembre de 1951 es cedido por el Ministerio del Ejército al Ministerio de Obras Públicas, según Orden del Ministerio del Ejército de veintisiete de diciembre de 1950 y Orden del Ministerio de Obras Públicas de veintiocho de mayo de 1951, como consta en el acta de recepción del mismo por la Junta de Obras del Puerto de Santa Cruz de Tenerife. Esta cesión se produce al objeto de poder llevar a cabo la construcción de una vía de enlace entre los muelles Norte y Este. El catorce de agosto de 1957, el Ministerio de Obras Públicas entrega el inmueble al Ministerio de Hacienda, acto del que se tiene constancia a través de la copia del acta de entrega firmada por el Delegado de Hacienda. 
De propiedad estatal, actualmente carece de uso.

## Leyenda del Cristo de Paso Alto

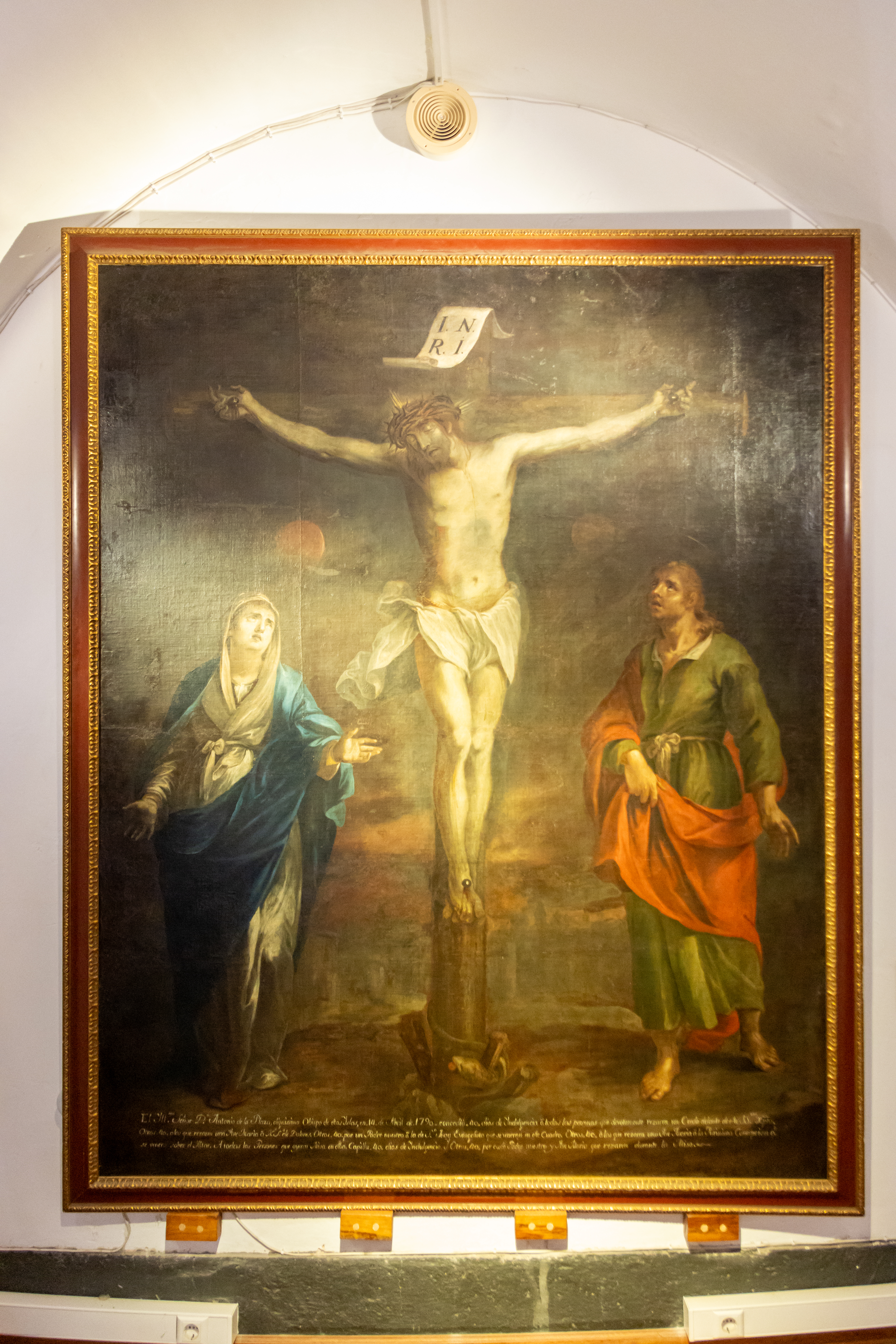
Cuadro del Cristo de Paso Alto, actualmente en el Museo Histórico Militar de Canarias.

El Cristo de Paso Alto es un cuadro atribuido al pintor grancanario fallecido en Santa Cruz, Juan de Miranda. Dicha pintura de estilo barroco del siglo XVIII es una representación de Cristo crucificado acompañado de la Virgen de los Dolores y San Juan Evangelista. Este cuadro se veneraba originalmente en una capilla del Castillo de Paso Alto y actualmente se encuentra en el Museo Histórico Militar de Canarias de la misma ciudad.
Cuando tuvo lugar el Ataque a Santa Cruz de Tenerife de 1797, comandado por Horacio Nelson, más de 41 bombas de cañón fueron disparadas por los británicos contra el Castillo de Paso Alto sin que ninguna de ellas llegase siquiera a rozarlo. Solo una cayó en la capilla del Santo Cristo de Paso Alto pero no explosionó, conservándose por lo tanto la pintura y salvándose también los fieles que estaban rezando junto al cuadro.
Este hecho fue considerado un milagro del Cristo y a partir de aquí se creó una romería anual hasta su capilla en Paso Alto.
Sin embargo, con el transcurrir de los años y motivado por el estado ruinoso del Castillo, esta devoción y su romería fue perdiendo peso, siendo trasladado el Cristo a diversos emplazamientos de la ciudad hasta llegar al Museo Histórico Militar en 1998. En la actualidad, esta tradición se ha intentado recuperar con la celebración de una recreación de la romería en el mes de septiembre hasta el Museo Histórico Militar de Canarias situado en el Fuerte de Almeyda, en donde se realiza una misa canaria ante el cuadro del Santo Cristo de Paso Alto.

## Galería de imágenes

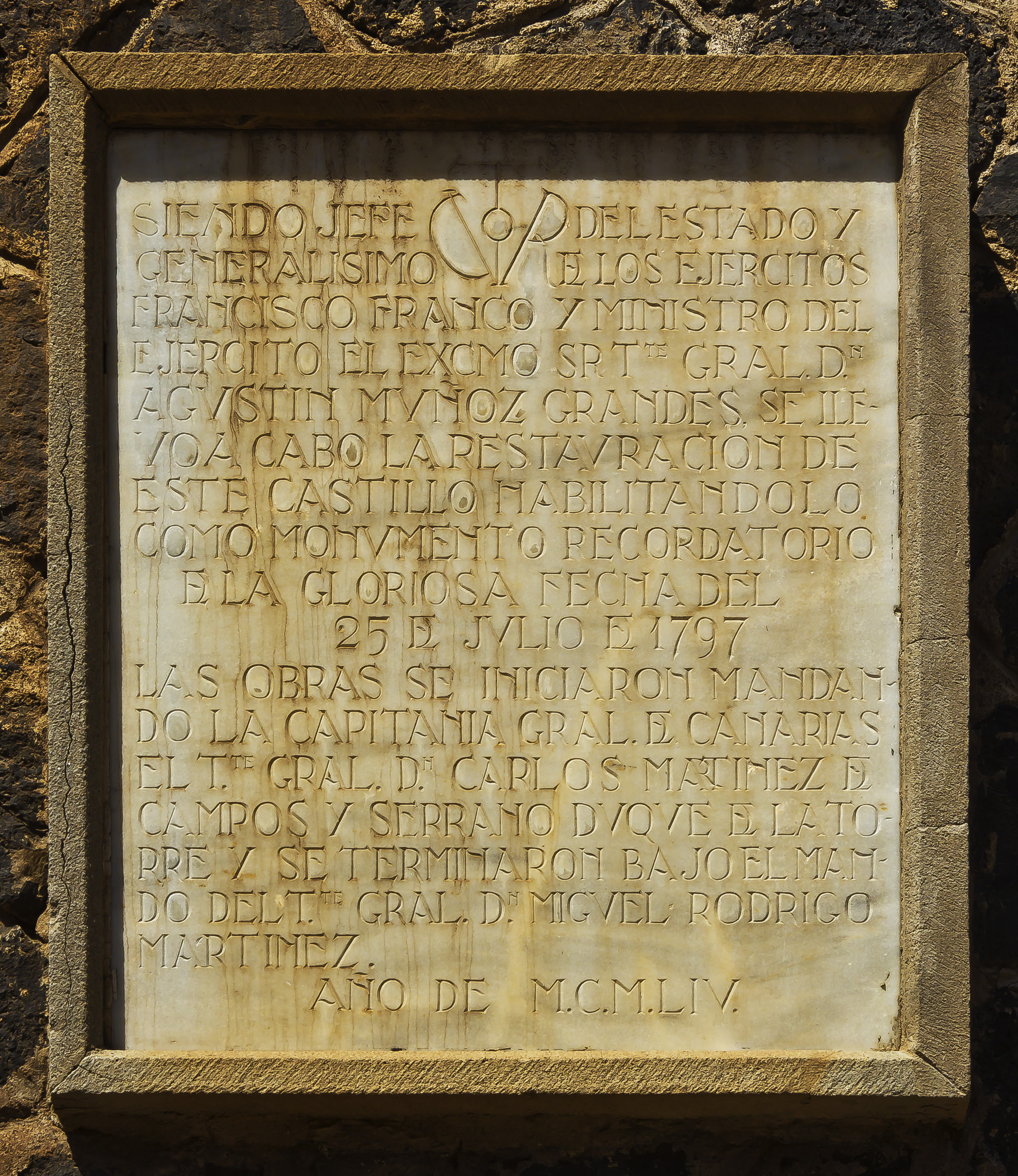
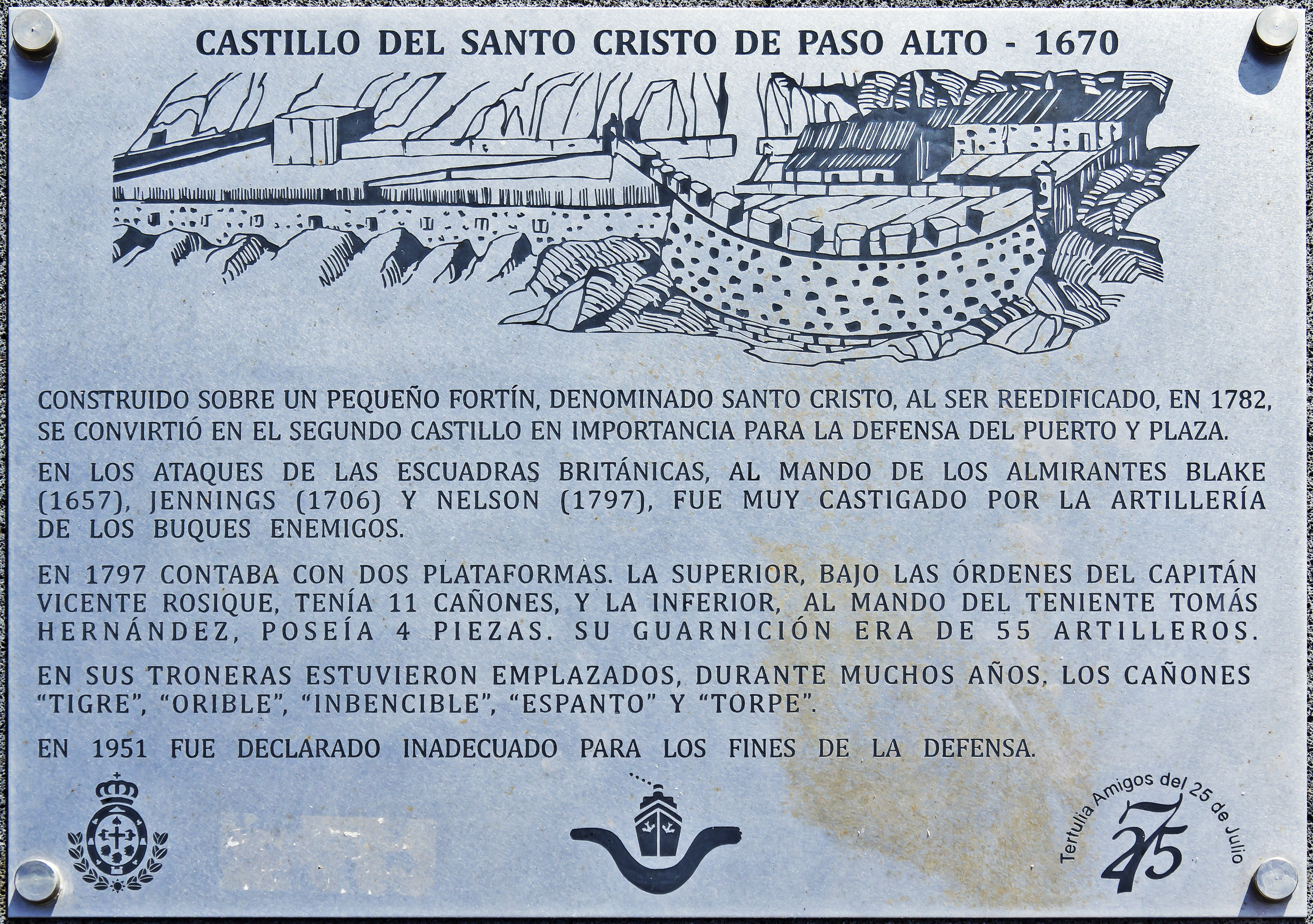
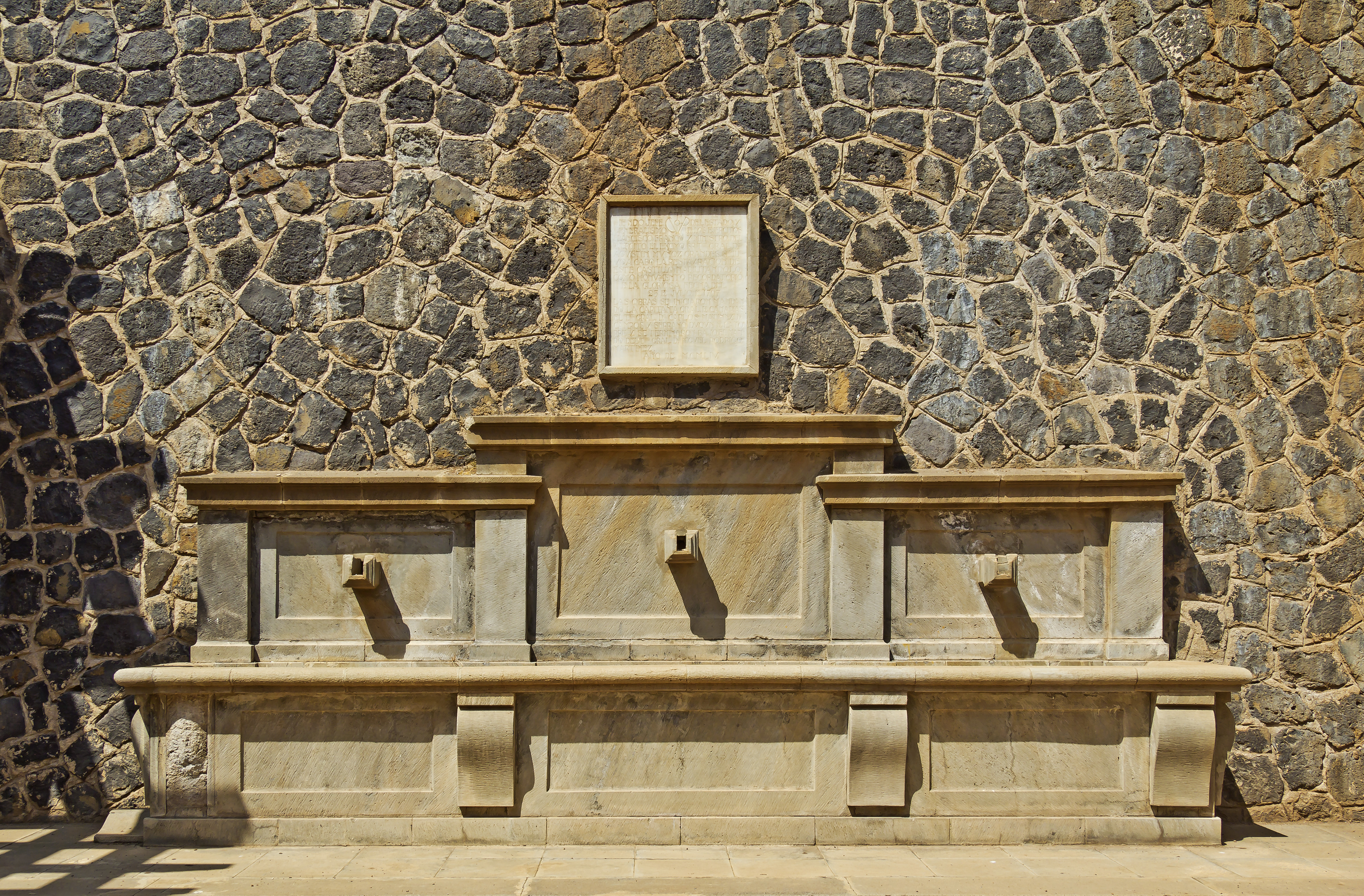
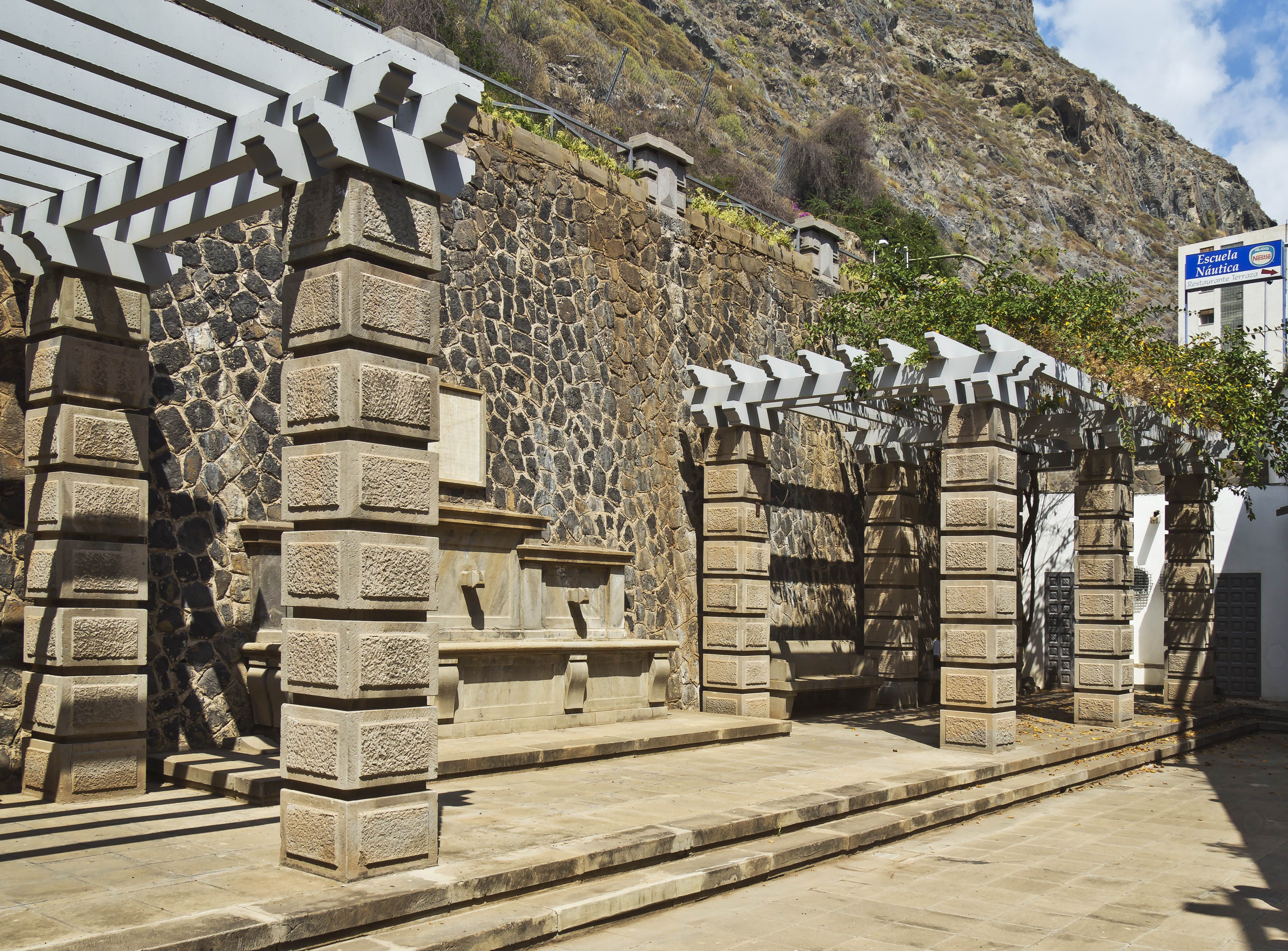
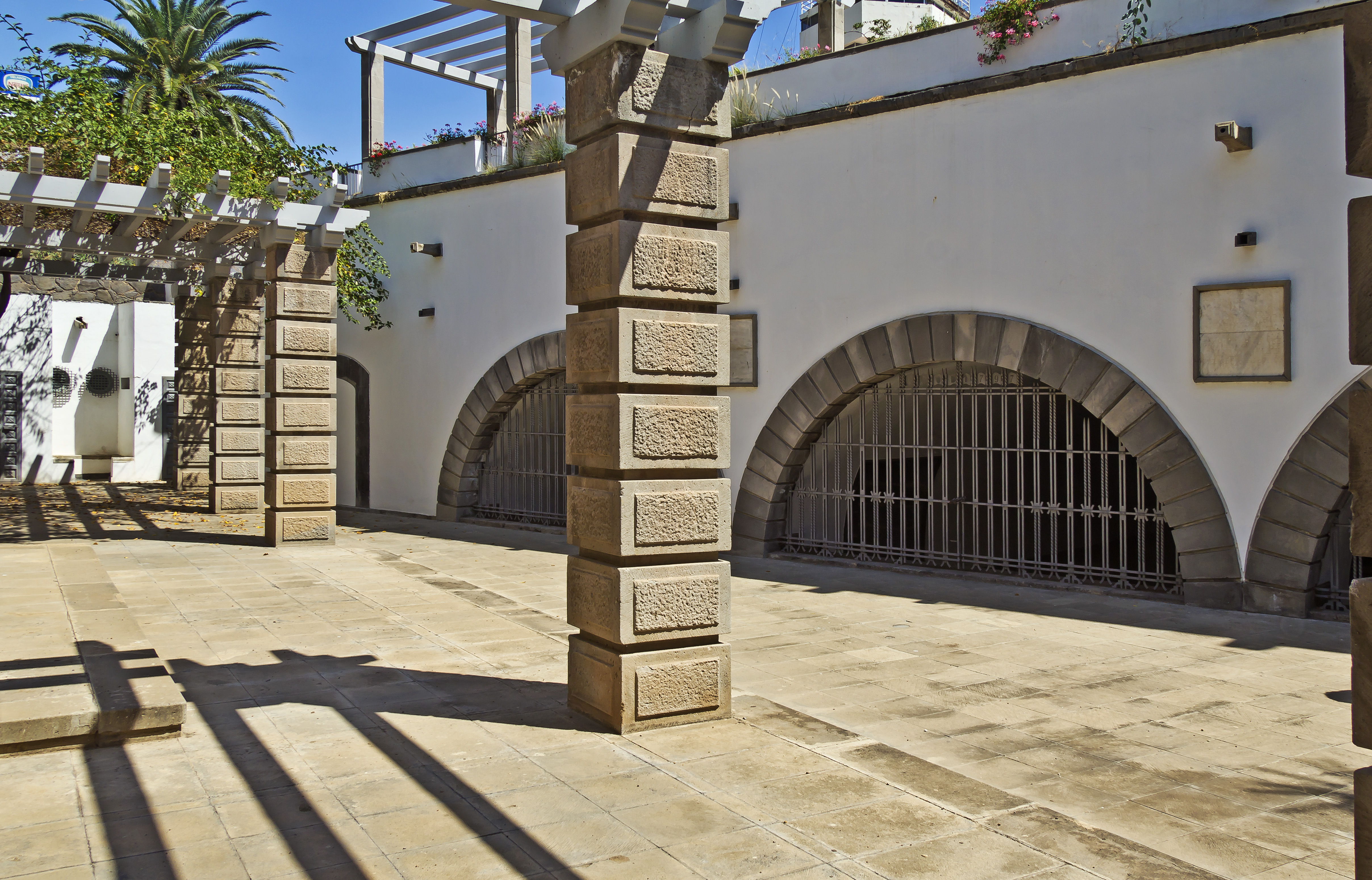
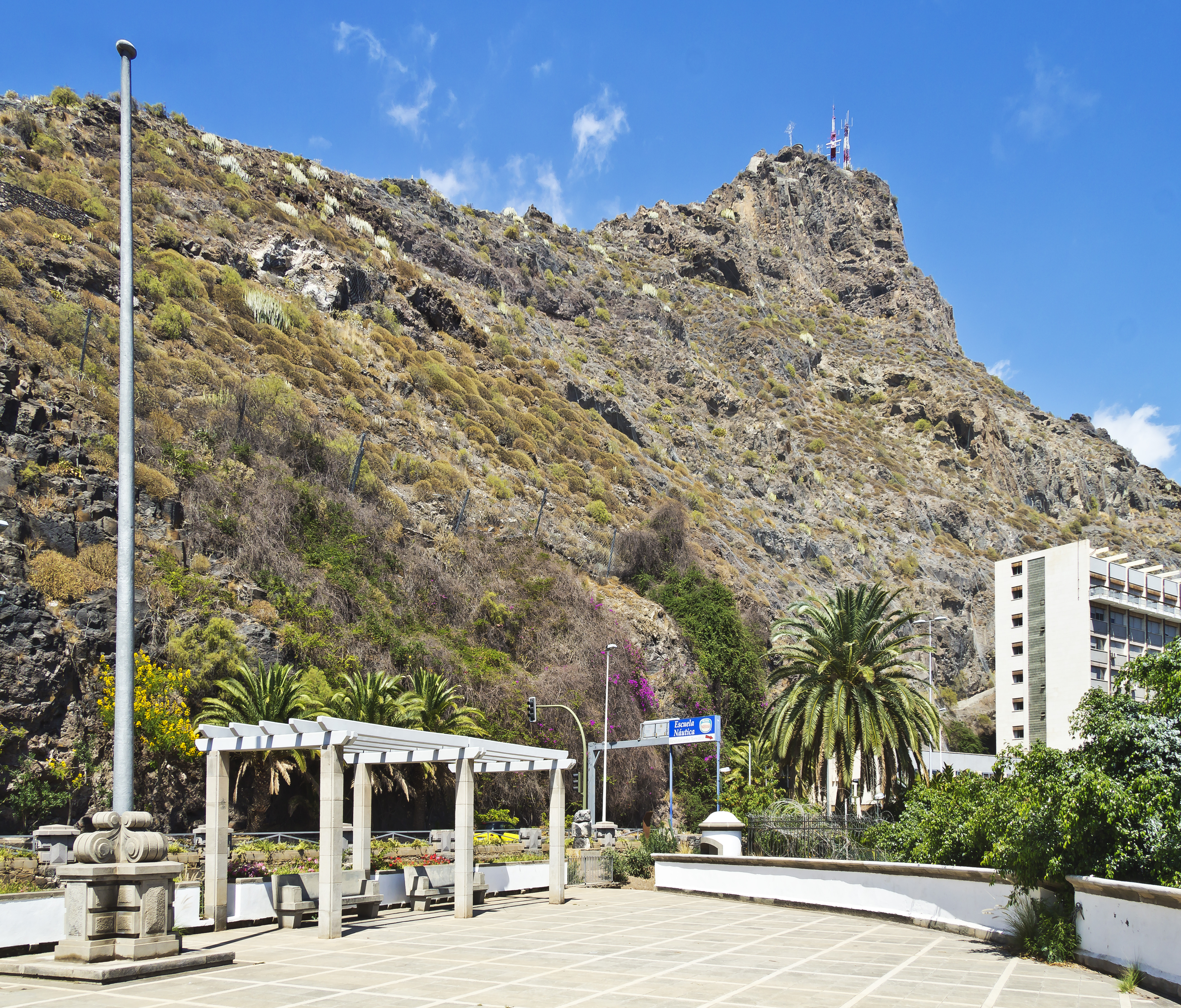